# 古籠火

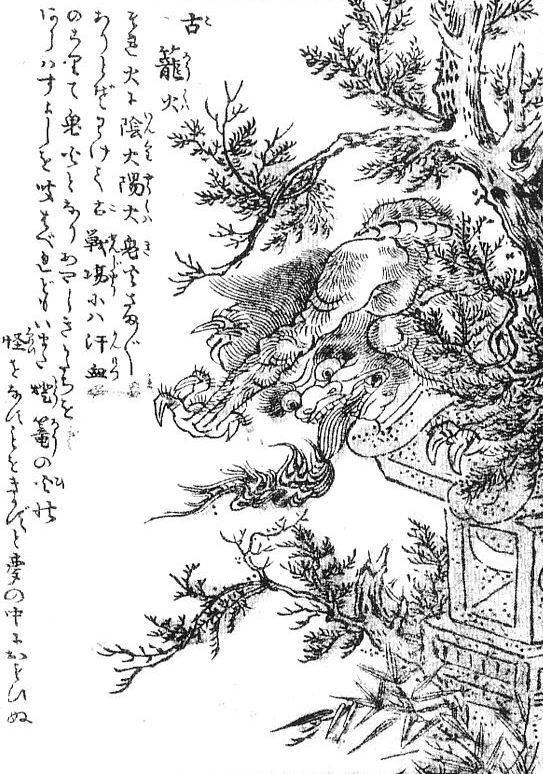
鳥山石燕『百器徒然袋』，「古籠火」

 古籠火（ころうか）是鳥山石燕的『百器徒然袋』中的妖怪，是會自燃的石燈籠，其火為鬼火。 
小説家山田野理夫曾以『古籠火』（ころうび）為題著書描述了山形縣的怪談：江戶的武士田村誠一郎受命調職，並從搬到了作為新的住處的古舊房屋。某日田村在家與家人在吃晚飯的時候，庭院突然亮光一片。田村跑出來看是誰在放火，卻什麼人也沒有看到。後來有老的奉公人告訴他，這個其實是古籠火，古老的石燈籠由於為鬼火侵襲而發生了自燃。 

## 腳註
1. ↑  高田衛監修稲田篤信・田中直日編. . 國書刊行會. 1992: 272 頁. ISBN 978-4-336-03386-4.
2. ↑  山田野理夫. . 自由國民社. 1974: 144頁.